# Oshnavieh
Oshnavieh (in curdo Şino‎; farsi اشنویه) è il capoluogo dello shahrestān di Oshnavieh nell'Azarbaijan occidentale. Si trova a ovest del lago di Urmia. La maggioranza della popolazione è curda.